# 室伏由佳
室伏 由佳（むろふし ゆか、1977年〈昭和52年〉2月11日 - ）は、日本の元陸上競技選手、大学教員。女子ハンマー投の日本歴代2位記録保持者。 日本選手権で円盤投げ：優勝12回、ハンマー投：優勝5回。父はアジアの鉄人室伏重信、兄は2004年アテネオリンピック金メダリスト室伏広治。

## 経歴
愛知県豊田市出身。2004年アテネオリンピックハンマー投げ 金メダリストの室伏広治の実妹。
豊田市立東保見小学校、豊田市立西保見小学校（新設のため校区変更により自動転校）、豊田市立保見中学校、名古屋経済大学市邨高等学校、中京大学を経て、現在はミズノ所属。
円盤投を専門とし、名経大市邨高校から中京大学に進むと、日本インカレを4連覇（1995年-1998年）、日本学生選手権を2連覇（1997年-1998年）するなど、学生・ジュニアのタイトルを次々に獲得した。1999年、ミズノトラッククラブに加入。4月10日の中京大学土曜記録会では56m84cmの日本記録を樹立した。また、このころから本格的にハンマー投に取り組み始める。この年の日本選手権では円盤投で初優勝、ハンマー投では3位に入った。
2004年6月の日本選手権ではハンマー投で初優勝を果たし、円盤投の優勝（5回目）と合わせ2冠を達成した。同年6月19日の中京大学土曜記録会のハンマー投において、66m68cmの日本記録を出した。8月1日の「スプリントチャレンジカップin山梨」において67m77cmに記録を更新している。
2004年のアテネオリンピックにはハンマー投で出場したが、予選落ちした。
円盤投では、2007年4月1日、8年ぶりに自己の持つ日本記録を更新（58m00cm）。さらに5月13日、58m62cmを投げ、世界B標準まであと38cmに迫った。この記録は郡菜々佳が2019年に更新するまで10年以上破られなかった。
アテネオリンピック前後からスポーツ障害と婦人科系の病気と闘病していた。アテネオリンピック後から腰痛症に苦しみ、引退前年の2011年に脊柱管狭窄症と判明するまで原因不明だった。また、腰痛で体のバランスを崩し、利き手の右手と肩に神経障害も出ていた。2009年に子宮内膜症の手術を受けているが、症状自体はアテネオリンピック前年に既に判明していたという。
2012年9月の全日本実業団陸上を最後に引退した。
現役時代から母校の中京大学の大学院でスポーツ心理学（スポーツ認知行動科学）を専攻し、2006年に体育学研究科博士課程後期満期退学（体育学修士）。引退後は、順天堂大学スポーツ健康科学部博士課程で学び、スポーツ健康科学博士号を授与され、学位記授与式の際は総代も務めている。2019年より順天堂大学スポーツ健康科学部で講師を務め、アンチ・ドーピングの講義を行っている。そのほかには、聖マリアンナ医科大学、徳島大学医学部、奈良県立医科大学スポーツ医学講座、浜松医科大学の非常勤講師も務めており、過去には日本女子体育大学の非常勤講師、上武大学の客員教授、朝日大学の客員准教授も務めていた。
2016年より株式会社attainmentの代表取締役となり、全国での講演活動も行っている。
2019年4月、順天堂大学スポーツ健康科学部准教授に就任。
2019年12月、全日本テコンドー協会の理事に選出。
2022年6月、日本ボクシング連盟の理事に選出。
2023年6月、日本陸上競技連盟の理事に選出。日本スポーツ協会の理事に選出。

## 人物
ハンマー投の室伏重信を父に、室伏広治を兄に持つが、本人は円盤投を専門とした。母はルーマニア出身の元やり投選手のSerafina Moritz（セラフィナ・モリツ）である。
ミズノでは女性用ブランドのモデルにも起用されている。大の猫好き。また、チョコレート系のデザート作りも好きな料理好き。

## 著書

### 共著
- 腰痛完治の最短プロセス セルフチェックでわかる7つの原因と治し方（2014年10月29日、KADOKAWA、ISBN 978-4041107614）　共著者：西良浩一